# Jelena Mitschke

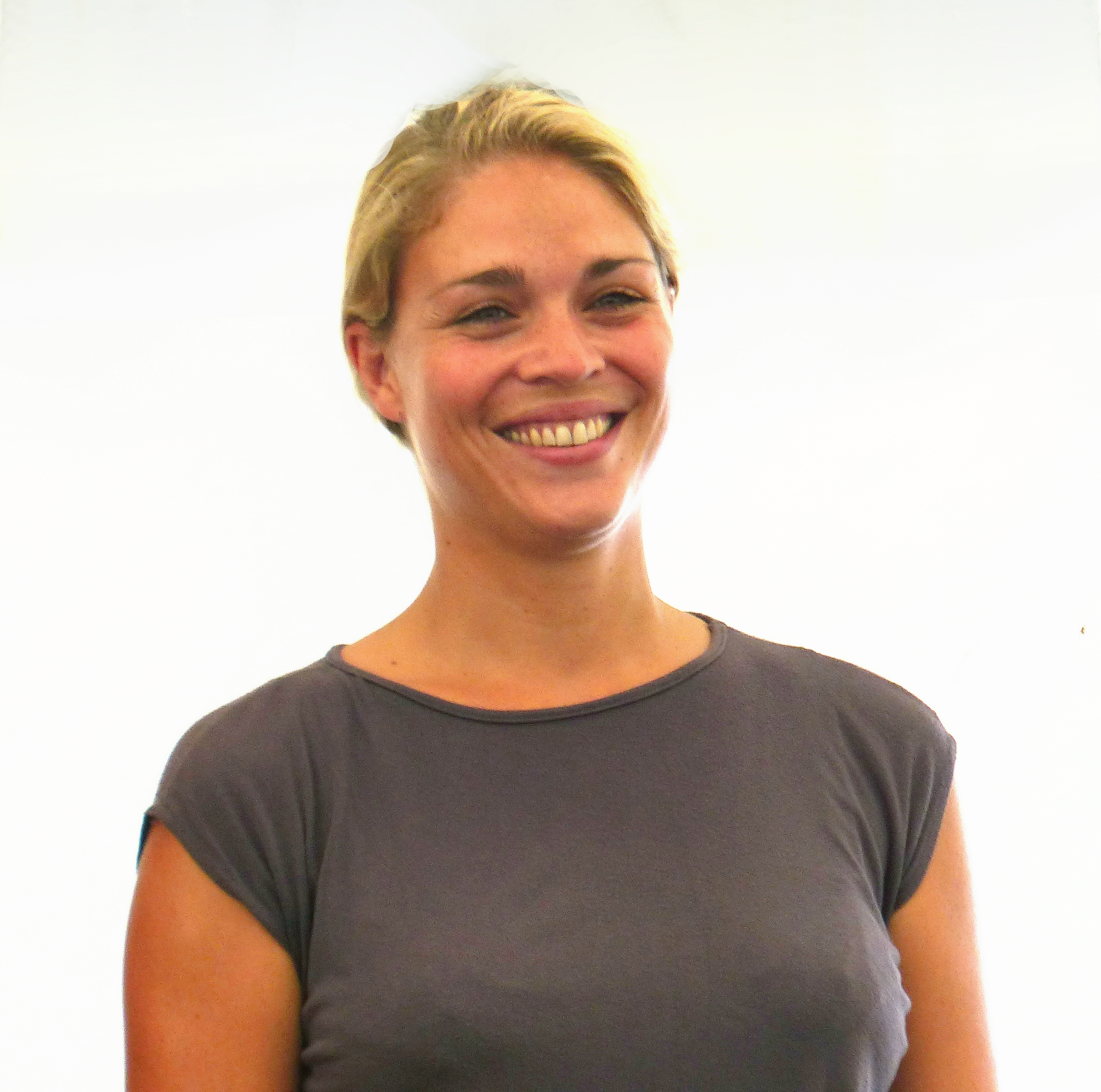
Jelena Mitschke (2013)

Jelena Mitschke (* 19. Januar 1978 in Hannover) ist eine deutsche Schauspielerin und Synchronsprecherin.

## Leben
Jelena Mitschke erhielt ihre Schauspielausbildung an der Filmakademie Ludwigsburg und der Hochschule für Musik und Theater Hannover. Ihre erste Schauspielerfahrung machte sie 2002 in dem Kurzfilm Salud, bevor sie von 2003 bis 2007 ein Festengagement am Bremer Theater in den Stücken Der Besuch der alten Dame, Die letzten Tage der Menschheit und Die Riesen vom Berge erhielt. 2008 ging sie an das Deutsche Theater Göttingen und spielte dort in Der Zauberer von Oz.
Im Fernsehen war sie 2009 in dem Film Anna Winter – Mutterliebe zu sehen. Seit Oktober 2009 (Folge 674) spielt sie mit teils längeren Unterbrechungen die Rolle der Dr. Britta Berger in der ARD-Telenovela Rote Rosen. Sie spielte in den beiden Kinofilmen Urlaub vom Leben (2005) und Method (2011). Gelegentlich ist sie als Synchronsprecherin tätig.
Mitschke ist verheiratet, hat eine Tochter (* 2014) und lebt mit ihrer Familie in Hamburg.

## Filmografie
- 2001: Lotto Normal (Kurzfilm)
- 2002: Salud (Kurzfilm)
- 2003: Wir können alles, außer Hollywood (Kurzfilm)
- 2005: Urlaub vom Leben (Kinofilm)
- 2008: Vater, ich bin ein Kind (Kurzfilm)
- 2009: Anna Winter – Mutterliebe (Fernsehfilm)
- seit 2009: Rote Rosen (Fernsehserie)
- 2011: Method (Kinofilm)
- 2018: In aller Freundschaft – Die jungen Ärzte (Fernsehserie, Folge: Umlaufbahnen)
- 2024: Bettys Diagnose (Fernsehserie, Folge: Ein neues Leben)